# Wincenty Dawid
Wincenty Dawid (ur. 1816, Szczebrzeszyn, zm. 15 marca 1897, Warszawa) – pisarz, poeta, pedagog, encyklopedysta oraz popularyzator statystyki .

## Życiorys
Ukończył studia filologiczne w Petersburgu w latach 1837–1841, po których był nauczycielem w Suwałkach oraz Lublinie. Został aresztowany przez Rosjan za kontakty ze Stowarzyszeniem Ludu Polskiego i jako politycznie podejrzany przymusowo został wcielony do wojska rosyjskiego stacjonującego na Kaukazie, gdzie przebywał w latach 1844–1853. Był ojcem Jana Władysława Dawida .

## Działalność publicystyczna
Od 1883 był redaktorem czasopisma geograficznego „Wędrowiec”. Zaliczany do kaukaskiej grupy poetów. Opublikował poezje, szereg prac pedagogicznych oraz wspomnienia :
- Estetyka narodowa, rozprawa (1849)
- Myśli o statystyce, (1843)
- Wspomnienia z podróży i wycieczek po Kaukazie, (1854)[1]
- Gramatyka, (1858)
- Tehe, czyli Zburzenie aułu Dubby, powieść poetycka (1860)[1]

Był również encyklopedystą piszącym hasła z zakresu medycyny do 28 tomowej Encyklopedii Powszechnej Orgelbranda z lat 1859–1868. Jego nazwisko wymienione jest w I tomie z 1859 roku na liście twórców zawartości tej encyklopedii . Pochowany na cmentarzu Powązkowskim (kwatera 74-4-4).